# Bizou
Bizou település Franciaországban, Orne megyében. Lakosainak száma 141 fő (2022. január 1.). Bizou Longny les Villages, Cour-Maugis-sur-Huisne, Rémalard en Perche és Le Mage községekkel határos.

## Népesség
A település népességének változása:
| Lakosok száma | 116  | 129  | 132  | 130  | 131  | 133  | 134  | 136  | 141  |
|               | 2013 | 2015 | 2016 | 2017 | 2018 | 2019 | 2020 | 2021 | 2022 |